# Čech híd

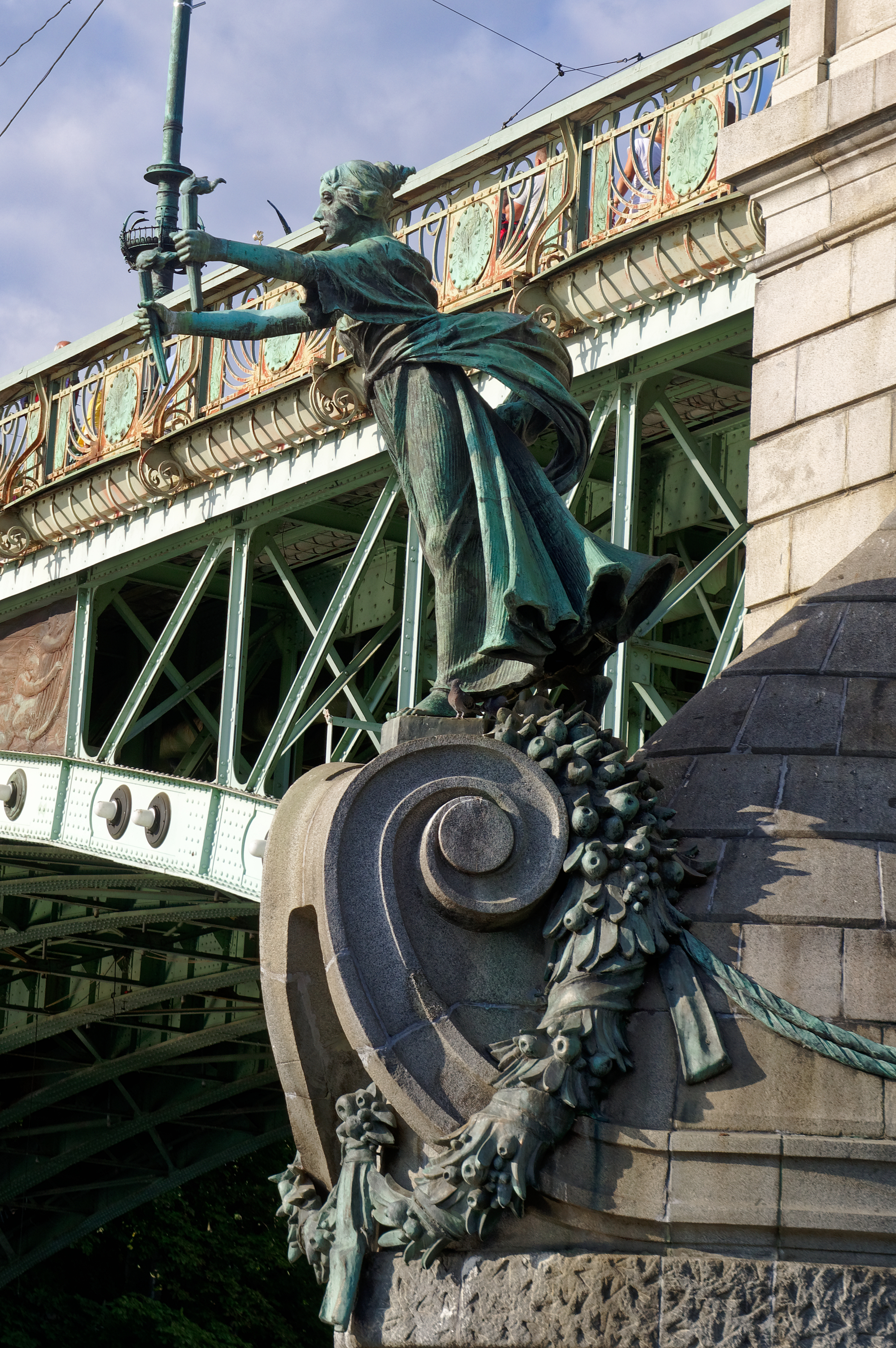
Fényhozó nő

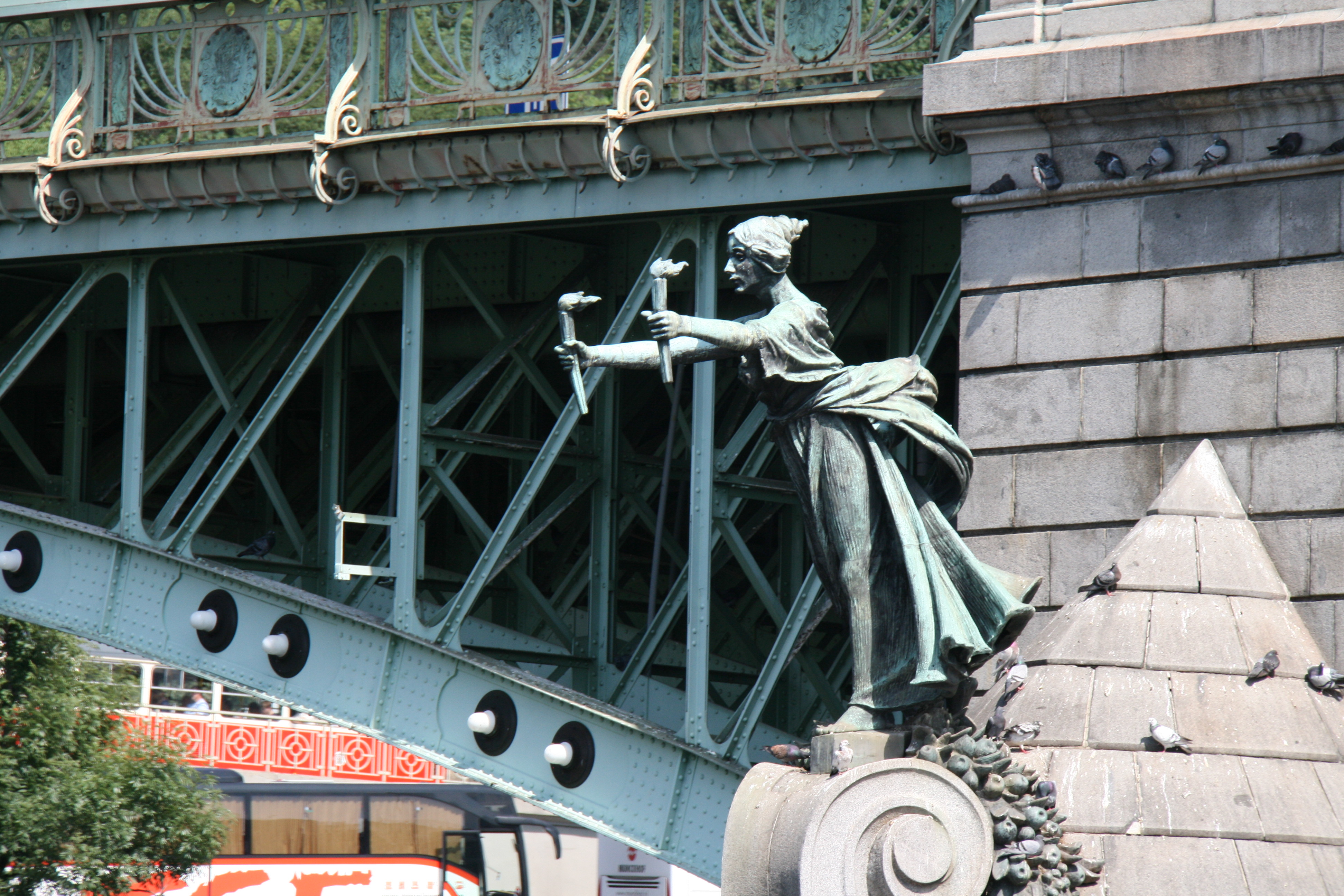
Fényhozó nő

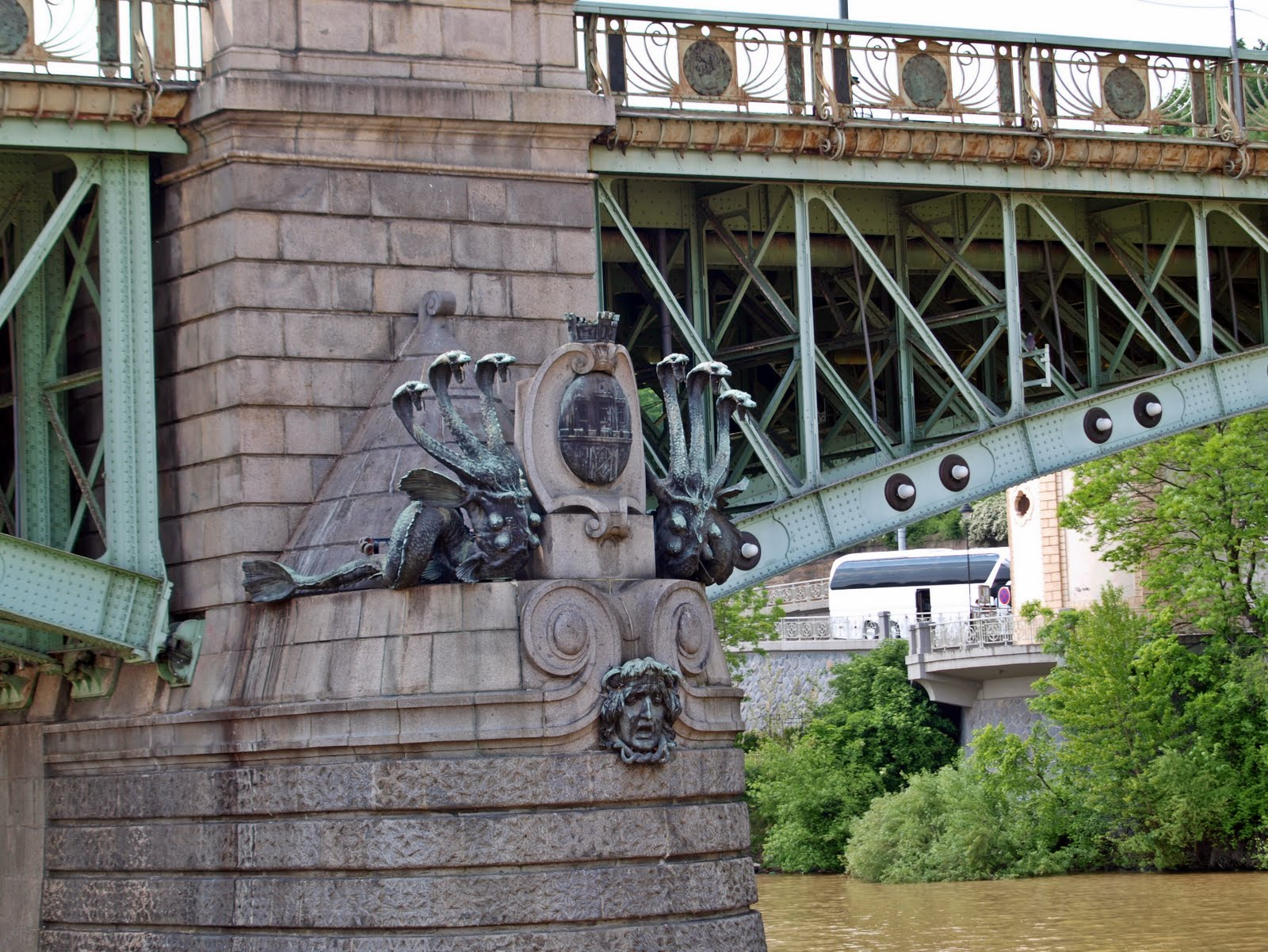
Hidrák a címerrel

A Čech híd (Čechův most) a Moldva folyásirányban tizenegyedik prágai hídja, amely a balparti Edvard Beneš rakpartot köti össze a jobbparti  Curie házaspár térrel, amelyen túl Prága Josefov negyede kezdődik. A Beneš rakparton áll az 1635-ben épült Mária Magdolna-körkápolna, a tér túloldalán, Holešovice városrészben kezdődik a Nyári kertek díszlépcsője. Josefovban a híd folytatása a városrész 1893 és 1913 közötti nagy rehabilitációja során kialakított Párizsi utca (Pařížská ulice). A grandiózus tervek szerint ez egy nagy sugárút vége lett volna úgy, hogy az útvonal Óvárosi tér utáni részét részben alagútban vezették volna — ezeket a túl drágának bizonyult szakaszokat végül nem építették meg. A Curie-téren áll a prágai Károly Egyetem jogi karának 1928–1929-ben épült tömbje (tervezte Jan Kotěra, építette Ladislav Machoň).
169 m-es hosszával ez Prága legrövidebb Moldva-hídja, de ez egész Csehország legnagyobb szecessziós stílusú és úgy is díszített hídszerkezete, a főváros egyik fontos műemléke (műemlékvédelmi törzsszáma: 40875/1-1740).
A 16 m széles hídon kétvágányú villamosvonal halad át a sínek mellett 1-1 autós sávval.

## Története
Prága egyetlen acélszerkezetes hídja 1905 és 1908 között épült. Jan Koula építész terveit Jiří Soukup, Václav Trča és František Mencl építőmérnökök ültették át a gyakorlatba.
A merev profilvasakkal készült beton pillérek víz alatti részeit 1905-től keszonban építették; a pillérek építését 1907. április 17-én, I. Ferenc József császár zárókőletételével fejezték be.
A járdákat eredetileg háromszínű, sakktábla- és halmintás mozaikkal burkolták, az úttestre pedig egy speciális kemény ausztrál fából készült, Jarrah márkanevű blokkburkolat került 13 cm magas blokkokkal. A hidat 1908. június 6-án adták át a nagyközönségnek.

### Neve
A híd neve többször változott:
- 1908–1940: Svatopluk Čech-híd;
- 1940–1945: Mendel-híd (Gregor Mendelről)
- 1945 óta: Čech-híd

## Az építmény
A Moldva ezen a szakaszon keskeny, folyása itt a leggyorsabb. Ez behatárolja a pillérek számát. A híd egyoldali lejtése 2 %, az ívek fesztávja a jobb parttól távolodva növekszik (47,8 + 53,1 + 59,2 m); amiért mind a 24 ívtartó egyedi méretű. A híd szélessége 16 m, ebből az úttest 10 m.
Közvetlenül a híd alatt fut a főgyűjtőcsatorna.

## Díszítményei
A híd díszítményeinek mind mind mennyisége, mind minősége figyelemre méltó.
A két hídfőben Antonín Poppo szobrászművész négy bronzból készült Niké-alakja áll üvegezett vaslámpásokon egy-egy 17,5 m magas oszlop tetején. A több mint 3 méter magas szobrok aranyozott ágakat tartanak. A pillérek víz felőli oldalán egy-egy fáklyás fényhordozó nő bronzszobra nyúlik előre; a két szobrász Ludvík Herzl és Karel Opatrný). Folyásirányban a pilléreken Luděk Wurzl munkáiként háromfejű hidrák állnak párosával, közöttük Prága címerével. Az oszlopokat bronz- és gránitfigurák díszítették. A peremtartókat nagyobb ünnepeken kétszáz izzóval világították meg. Ugyancsak figyelemre méltóak az ívek és a korlátok kovácsoltvas dombormívű díszei (Ludék Wurzl, Vilém Amort, G. Zoula? munkái).
A bronzfigurákat a karlíni Maska-féle öntödében öntötték. A fáklyákba és a sárkányok fejébe eredetileg gázt vezettek volna, hogy a gázégőkből lángok csapjanak fel, a hidrák pedig vizet köptek volna. Ezekből a tervekből végül nem lett semmi, mert I. Ferenc József császár türelmetlenül sürgette a híd átadását. A 2020-as években azonban a döntéshozókat egyre inkább foglalkoztatta az eredeti tervek megvalósítása. Mivel a műszaki dokumentáció elveszett, 2022 tavaszán a város megbízásából szakemberek elkezdték a szobrok belsejének vizuális (kamerás) felmérését a víz- és gázelosztó rendszerek felderítése érdekében. A felmérés igazolta, hogy a fényhordozók mindkét karjában gázvezeték fut. Bár a hidrákban nincs vízcső, az testük, illetve fejük belső, üreges részén gond nélkül átvezethető. A rendszerek kiépítésével várhatóan 2025-re készülnek el.

## Fordítás
Ez a szócikk részben vagy egészben  a(z)   Čechův most című cseh Wikipédia-szócikk ezen változatának fordításán alapul.  Az eredeti cikk szerkesztőit annak laptörténete sorolja fel. Ez a jelzés csupán a megfogalmazás eredetét és a szerzői jogokat jelzi, nem szolgál a cikkben szereplő információk forrásmegjelöléseként.